# Jaden Eikermann
Jaden Shiloh Eikermann Gregorchuk (Múnich, 14 de febrero de 2005) es un deportista alemán que compite en saltos de plataforma. Ganó una medalla de bronce en el Campeonato Europeo de Natación de 2022, en la prueba de plataforma sincronizada.

## Palmarés internacional
| Campeonato Europeo | Campeonato Europeo | Campeonato Europeo | Campeonato Europeo     |
| Año                | Lugar              | Medalla            | Prueba                 |
| ------------------ | ------------------ | ------------------ | ---------------------- |
| 2022               | Roma (Italia)      | Medalla de bronce  | Plataforma 10 m sincro |